# Incendi del supermercat Ycuá Bolaños
L'Incendi del supermercat Ycuá Bolaños, conegut també com la tragèdia d'Ycuá Bolaños, va ser un incendi produït vora les 11:20 hores del diumenge, 1 d'agost de 2004, al supermercat de la cadena Ycuá Bolaños, al barri de la Trinidad d'Asunción, capital del Paraguai; quan el local era ple a vessar.
És considerada la pitjor tragèdia en temps de pau en la història de la República del Paraguai des de la Guerra del Chaco, ja que segons la Cort Suprema de Justícia del Paraguai, va deixar un total de 327 morts, entre 249 a 500 ferits de diversa consideració, i 6 persones segueixen oficialment «desaparegudes». Les xifres oficials encara són matèria de debat, especialment pels familiars de les víctimes, que asseguren que el nombre de víctimes és encara més gran. Diverses fonts coincideixen que la xifra de morts varia entre 350 i 400. Es pensa que les autoritats no van relacionar moltes morts posteriors a l'incendi amb l'incident del Ycuá Bolaños. Les causes de mort més freqüents van ser les cremades, intoxicació per gasos inhalats, asfíxies per l'allau de persones, i posteriors complicacions d'alguns supervivents.
L'incendi —que havia començat ja hores abans— es va iniciar per la combustió de greix i sutge acumulat en una de les xemeneies de la secció del restaurant a causa de manca de manteniment i neteja. Després el foc es va estendre pel fals sostre que es va enfonsar posteriorment. Segons testimonis i víctimes, en el moment de produir-se l'accident, els guàrdies de seguretat —seguint suposadament ordres dels propietaris de l'establiment— van tancar les portes del recinte per evitar que les persones marxessin sense pagar, cosa que va provocar la mort de moltes persones.
En la part jurídica, el fet en si va ser dividit en tres causes judicials: contra els propietaris i guàrdies (imputats pel tancament de portes); contra l'arquitecte encarregat de l'obra; i contra els funcionaris municipals d'Asunción. El judici contra els primers va finalitzar, en primera instància, el 5 de desembre de 2006 quan el tribunal, amb els vots de dos dels seus tres jutges, va condemnar els propietaris i els guàrdies com a responsables d'homicidi per imprudència greu amb una pena de 5 anys de presó. Els querellants i la fiscalia demanaven 25 anys de presó per homicidi dolós. Aquesta decisió va provocar greus incidents entre familiars de les víctimes i la policia en considerar que les penes eren molt baixes. Una altra dada curiosa és la quantitat de jutges i magistrats que es van inhibir en aquesta causa, que va fer que s'haguessin de destinar jutges d'altres parts del país. Finalment, el febrer de 2008, es dictà la sentència final i són definitivament condemnats per homicidi dolós.
En el divuitè aniversari de l'incendi, es va inaugurar el memorial "Lloc de Memòria i Centre Cultural 1-A Ycuá Bolaños", que és un conglomerat arquitectònic que inclou un monument, jardins, capella ecumènica i lloc de record, amb l'objectiu homenatjar les víctimes.

## Edifici

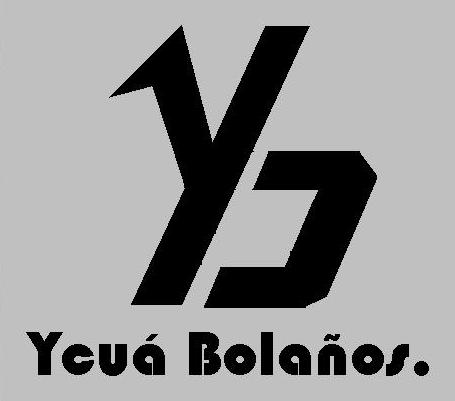
Logotip de l'ex-cadena de supermercats Ycuá Bolaños.

El supermercat sinistrat formava part d'una cadena de supermercats anomenada "Ycuá Bolaños" que va funcionar des de finals de la dècada de 1980 fins a la dècada del 2000, sent la sucursal del Botànic "V", la que va cremar, l'última i més moderna de la cadena.
El nom d'aquests establiments ve de "Ykuá" (castellanitzat com Ycuá) —que en guaraní significa "pou d'aigua"— i "Bolaños", que és el cognom d'un missioner franciscà (un sant, segons la tradició) que va arribar d'Espanya en temps de la colònia. És a Caazapá (lloc de naixement de Juan Pío Paiva, fundador de la cadena de supermercats) on es troba el santuari de Ycuá Bolaños, i és opinió popular que l'aigua de la seva deu posseeix propietats curatives. Mentre que "Botànic" provenia per la proximitat al Jardí Botànic d'Asunción.
L'any 1997, Ycuá Bolaños va passar de ser tan sols un supermercat, a convertir-se en una cadena de supermercats en formar-se una empresa entre la família Paiva i l'empresa consultora Casaccia-Burgos Auditors, que es va anomenar "Ycuá Bolaños Industrial y Comercial S.A".
Els plànols de l'edifici on es va produir l'incendi es van aprovar el 26 de juny de 2001 i l'obra va acabar de construir-se el 30 de novembre d'aquell mateix any. Va ser inaugurat tres anys abans de l'incendi, el 7 de desembre de 2001, sent un dels més moderns de la cadena i de la ciutat. Abastava una superfície de 12.000 metres quadrats, comptava amb espai per a més de 1.000 persones, estacionament per més de 350 vehicles, a més d'oficines i un restaurant.
La llicència d'obertura del local va ser atorgada per les autoritats del municipi d'Asunción el gener de 2002, encara que mai es va arribar a fer la inspecció final de prevenció de seguretat, ni per les autoritats municipals ni pels bombers, segons estipulava l'ordenança municipal de l'època.

## Cronologia de l'incendi

### Primers indicis d'incendi i posterior explosió

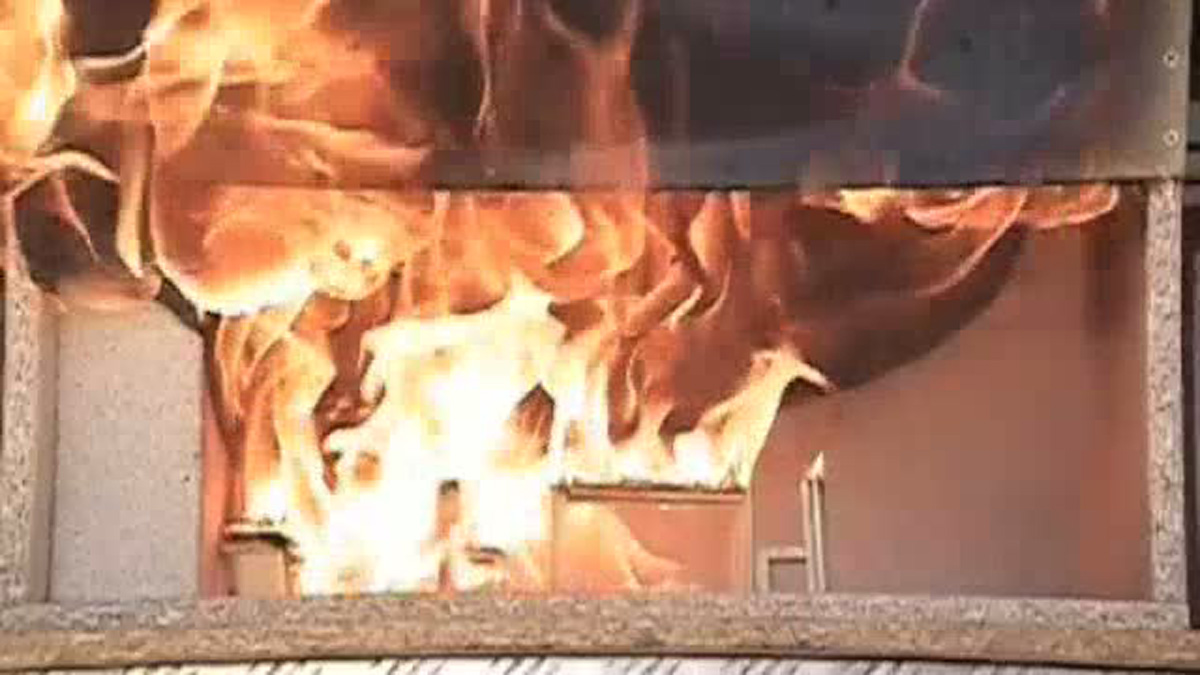
Simulació de l'efecte flashover en el restarurant, una de les característiques de l'incendi del Ycuá Bolaños, en què moltes víctimes van morir a causa d'això.

El primer indici de flames va ser al voltant de les 9:00 hores del matí —moment en què s'encenia el foc per a preparar el rostit del migdia—, quan les espurnes provocades per aquest van començar a calar foc dins de l'interior de la xemeneia del restaurant a causa de l'acumulació de greix, sutge i fum, especialment al "colze" de la xemeneia (que tenia la sortida a l'exterior en forma de "S"), expandint-se per sobre del cel ras.
El foc va començar a córrer lentament a través de tot el fals sostre, que no tenia ventilació ni extractors, causant una petita explosió en entrar en contacte amb els vapors emesos pels forns elèctrics de la fleca després d'una hora i mitja del primer indici de flames. Aquesta petita explosió no va passar desapercebuda, tot i que només se'n van adonar alguns treballadors del local.
Al voltant de les 11:20 hores, la pressió causada per la propagació del foc va augmentar dins del cel ras i va fer caure els panells del fals sostre deixant pas a una entrada "sobtada" d'oxigen. Això va facilitar la combustió i va propagar el foc d'una manera "ràpida i violenta" en diverses direccions, cremant i fent explotar al seu pas els diferents tipus de combustibles (aerosols, garrafes, cambres de frigorífics, vehicles estacionats, etc.), causant al seu torn els efectes de Backdraft i Flashover, que va causar la mort de diverses persones en segons. Degut a aquests efecte inusuals, les persones que van estar a prop de la font de l'explosió, van ser calcinades instantàniament. El supermercat es trobava ple a vessar, unes 800 a 1000 persones aproximadament, ja que era diumenge. Igualment el menjador es trobava ple ja que es celebrava el Dia de l'Amistat.

### Tancament de les portes i arribada dels bombers
Això va provocar una allau humà cap a les sortides durant el qual el recinte es va emplenar de fum i hi va haver un tall de llum. En arribar a les portes, els compradors van descobrir que aquestes es trobaven barrades pel que no van poder fugir, quedant tots tancats en una gran pira funerària. Segons la premsa i les declaracions donades durant el procés criminal, les portes van ser tancades per ordres dels superiors, amb la finalitat de no deixar que ningú sortís sense pagar, tot i que els propietaris negaren rotundament haver donat aquesta ordre.
Segons els acusats, Juan Pío Paiva i el seu fill Víctor Daniel, qui aparentment va donar l'ordre va ser el gerent Vicente Ruiz, que era la màxima autoritat del local en absència dels Paiva i que va morir en l'incendi. Es va comprovar que tots dos no hi eren al local al moment de l'incendi. Altres fonts pròximes refereixen al fet que en aquella època el tancament de portes en certs locals comercials, en cas d'apagades o incidents, com el del Ycuá Bolaños, era una ordre preestablerta per a evitar saquejos. Això últim va ser el que va sostenir el fiscal Edgar Sánchez per a formular la seva acusació.
El primer bomber en arribar al lloc de l'incendi estava fora de servei i es va atensar en veure l'enorme fumera negra que sortia del Ycuá Bolaños. Va intentar impedir que les portes es tanquessin però el guàrdia de seguretat del local va disparar amb la seva arma de foc a l'aire dues vegades perquè s'allunyés.

### Rescat i trasllat de ferits. Extinció del foc.

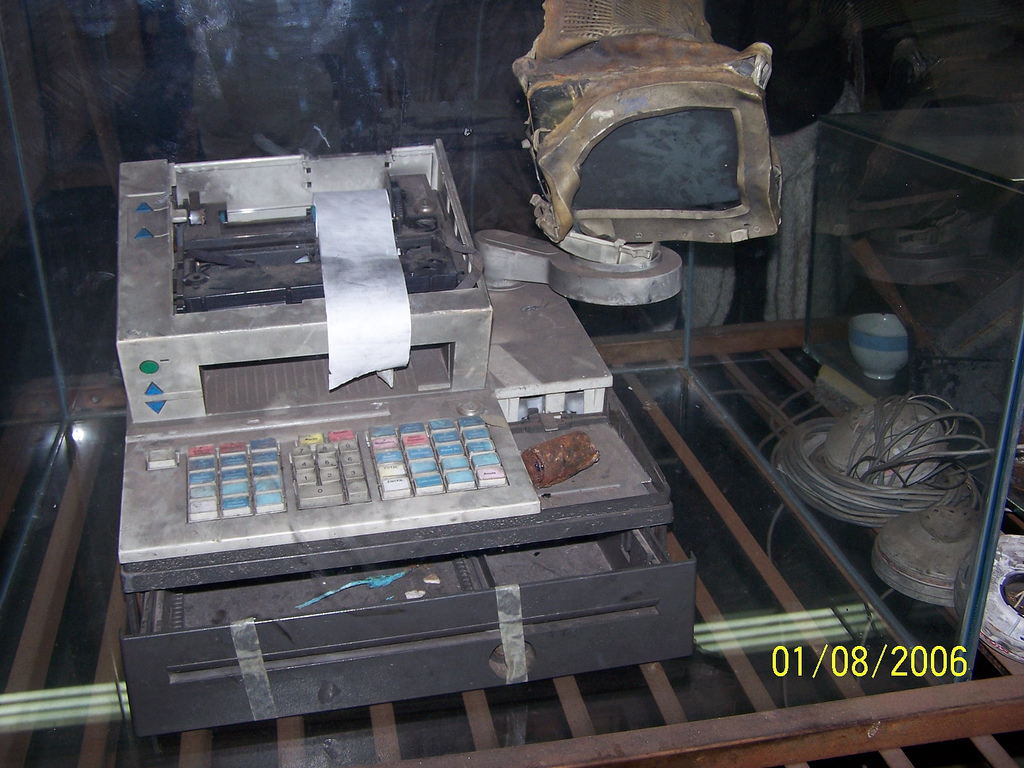
Una de les moltes caixes registradores que van ser afectades pel foc.

La primera dotació bombers d'Asunción que va arribar al lloc va entrar per l'entrada de l'estacionament del local amb l'objectiu d'una cerca de possibles víctimes. La segona unitat, amb ajuda de policies i civils, va poder obrir un forat a la paret de vidre que donava lateralment a una rampa. Aquest forat va ser el principal accés que van poder tenir els bombers per al rescat, ja que la quantitat de fum dens que sortia de l'estacionament impedia l'accés i el rescat de víctimes. Per la seva part, la segona dotació va treballar àrduament pel forat, aconseguint rescatar a diverses persones, entre ells treballadors del local i nens. Aquesta rampa va ser el lloc on es van trobar més cossos apilats els uns sobre els altres.
El bomber Eris Cabrera ho va descriure com un veritable infern i que els bombers van haver d'obrir-se pas entre centenars de cossos calcinats a la recerca de més víctimes amb vida. Els cossos van ser portats a la discoteca "Tropiclub", situada davant mateix del local sinistrat, que en aquell moment es va fer servir de tanatori improvisat, per al reconeixement de les víctimes. Durant la tarda i la nit, els cadàvers que encara no havien estat reconeguts van ser traslladats a l'antiga seu de la cavalleria.
Hores després de l'inici del foc, el Ministeri de Defensa va enviar un contingent de soldats per netejar la zona. El lloc continuava sent perillós ja que, tot i que l'incendi estava sent controlat, l'edifici patia el risc d'esfondrar-se, igual que una enorme antena que es trobava al sostre. A més, hi havia el risc de més explosions, ja que en el seu interior hi havia diverses bombones de gas i altres elements inflamables.
Malgrat totes les dificultats, es va poder rescatar i traslladar a moltes víctimes amb vida en patrulles i vehicles particulars, ja que les ambulàncies disponibles no donaven a l'abast. Tot el procés de rescat va durar diverses hores. Per extingir el foc va ser necessària la participació de més de cinquanta vehicles i més de 1.000 bombers, que van ser ajudats, al seu torn, per membres de l'exèrcit i de la policia, incloent bombers de la província de Formosa, Argentina. L'extinció completa del foc va durar a prop de 8 hores; i els primers ferits van ser derivats a diferents hospitals de la capital i rodalia, que es van veure superats per la magnitud de la tragèdia.
Moltes persones van ser rescatades amb vida de banys i dipòsits que els van servir de refugi de la calor i el foc. Alguns van ser rescatats dins de refrigeradors. Segons el testimoni d'alguns supervivents, el bany on es van refugiar tenia dutxes i així van poder sufocar la intensa calor.
Segons conclusions del cos de bombers, aquest cas va superar tots els protocols d'emergència, a causa de la quantitat de víctimes i la magnitud del sinistre. Cap bomber va morir durant les feines de rescat tot i que alguns van haver de ser hospitalitzats per intoxicacions lleus.

## Després de l'incendi

### Primeres repercussions

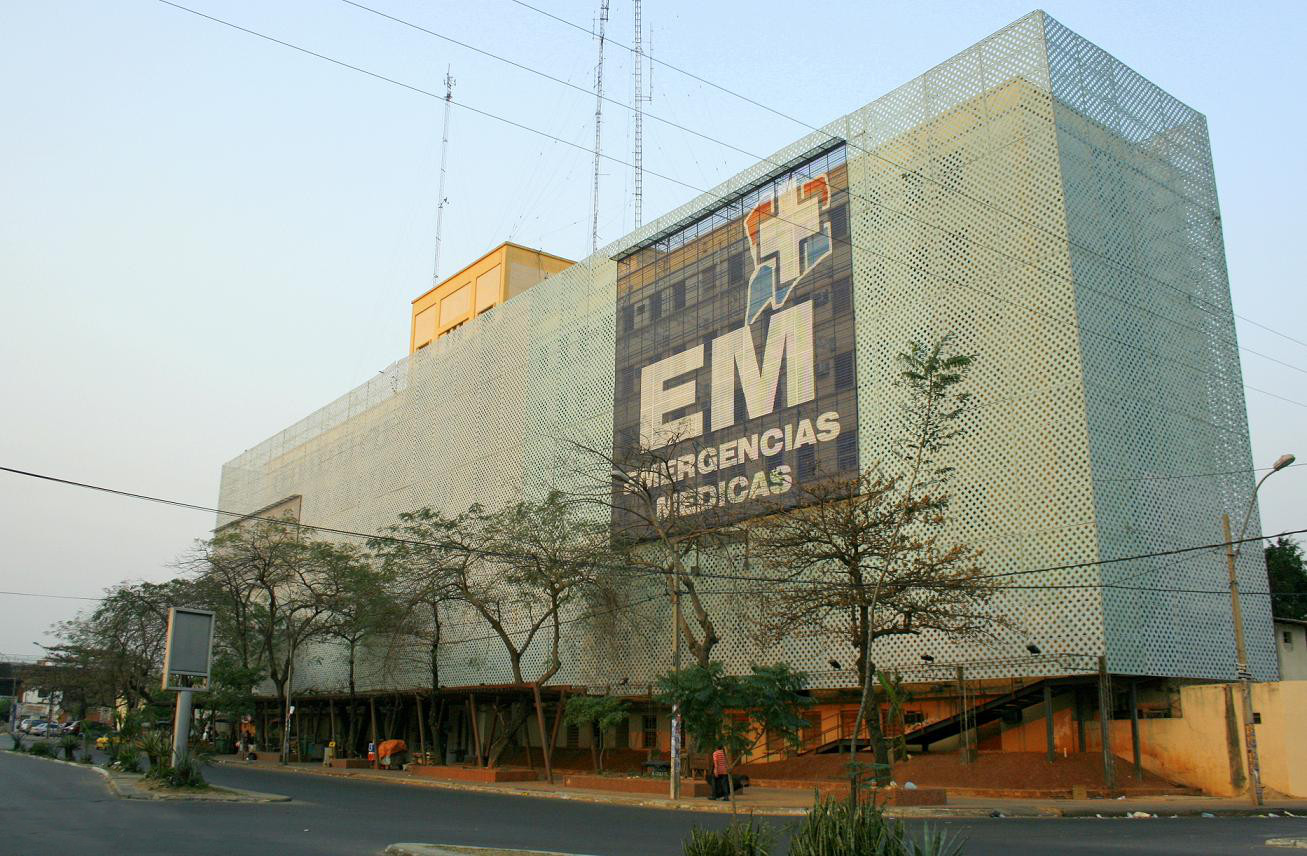
El sistema de salut va col·lapsar a causa de la gran quantitat de ferits i supervivents que requerien hospitalització. Diversos països van donar ajut al Paraguai.

A poques hores d'iniciat l'incendi, les múltiples acusacions apuntaven al fet que els propietaris del supermercat haurien ordenat el tancament de les portes per evitar robatoris, sense considerar la greu situació que es vivia. A primeres hores de la tarda, el nombre de morts pujava ja a 75, mentre que durant el transcurs de la tarda la Policia Nacional del Paraguai informava que aquest nombre superava els 150. Ja a la nit, al voltant de les 20:00 hores, extraoficialment es parlava que el nombre de morts superava els 300. El president del Paraguai, Nicanor Duarte Frutos, va decretar tres dies de dol nacional en què les banderes van romandre a mig pal.
Durant tot aquest 1 d'agost, el servei telefònic del 911, que havia estat habilitat un any abans, va quedar col·lapsat de tantes trucades d'ajuda i, posteriorment, per sol·licitar informació sobre els seus familiars. El Ministeri d'Educació i Cultura va resoldre suspendre les classes de dilluns, 2 d'agost. Així mateix, la Cort Suprema de Justícia del Paraguai va suspendre les activitats judicials de l'endemà. El dia posterior a la tragèdia es va poder arribar a rescatar una quantitat important de cossos. Les instal·lacions del sinistrat supermercat Ycuá Bolaños van ser revisades sense èxit diverses vegades per funcionaris del Centre de Recerca Judicial i Bombers Voluntaris a petició dels familiars dels desapareguts.
Per entendre la magnitud de l'incendi, més de 100 cadàvers van quedar pràcticament irreconeixibles a causa de la gravetat de les cremades, fins al punt de quedar gran part dels seus cossos en cendres, per la qual cosa van haver de ser identificats mitjançant proves d'ADN, dactilars i odontològiques, proves enviades a Espanya, ja que Paraguai no tenia la capacitat de realitzar aquestes. Diversos víctimes van ser enterrades sense ser oficialment reconegudes, i se'ls va assignar un codi atorgat per la Fiscalia. Fins al dia d'avui en els registres figuren com desaparegudes sis persones (quatre dones i dos homes), les restes dels quals mai van ser trobades.
Ràpidament la premsa internacional es va fer ressò de la tragèdia, que va ser una de les més grans en el seu moment. En aquella època, fins i tot es parlava que la xifra de morts era molt superior a 400, 500 segons alguns mitjans, tot i que es va poder comprovar que va haver-hi errors en el comptatge de la llista de morts.
La tragèdia va comportar al col·lapse dels cementiris de la ciutat d'Asunción i rodalia, on es van cedir panteons i es van cavar fosses comunes per enterrar desenes de cossos, molts d'ells sense identificar. Així mateix, la tragèdia va comportar el col·lapse del sistema de salut paraguaià, especialment de l'àrea metropolitana d'Asunción a causa de la quantitat de ferits i supervivents que requerien hospitalització, pel que, a sol·licitud de l'Organització Panamericana de la Salut (OPS), el president del Brasil, Lula da Silva, va ordenar la donació de 30 a 50 respiradors mecànics, mentre que l'Argentina, per ordre del president Néstor Kirchner, va ordenar l'enviament d'un avió Hèrcules amb subministrament i personal mèdic poques hores després del desastre, així com va posar a disposició del Paraguai 250 llits hospitalaris, per a superar la demanda. Xile, per part seva, per ordre del president Ricardo Lagos, va posar a disposició un hospital de campanya, subministraments mèdics i metges i infermeres especialistes en cremades de la Corporación de Ayuda al Niño Qemado. Altres països, com els Estats Units, Espanya, Cuba, França, Bèlgica, Alemanya, entre d'altres, van enviar professionals mèdics, llits i medicaments, per a suplir la demanda.